# Pengő
El pengő va ser una antiga moneda d'Hongria, que va estar vigent entre el 21 de gener de 1927 i el 31 de juliol de 1946, quan va ser canviada pel florí hongarès o fòrint després d'un període d'intensa inflació.
Tot i que la introducció del pengő va formar part d'un programa d'estabilització posterior a la Primera Guerra Mundial, la moneda va sobreviure només 20 anys i va experimentar el cas d'hiperinflació més greu mai registrat.

## Nom
El participi hongarès pengő significa 'sonar' (que al seu torn deriva del verb peng, una paraula onomatopeica equivalent a l'anglès 'ring') i s'utilitzava de del segle xv al XVII per referir-se a les monedes de plata que emeten un so quan es colpejaven sobre una superfície dura, indicant així el seu contingut en metalls preciosos. (La paraula onomatopeica que s'utilitza per a les monedes d'or és csengő, un equivalent de l'anglès 'clinking' que significa un so més agut; el participi que s'utilitza per a les monedes de coure és kongó que significa un so profund repicant.) Després de la introducció del forint en paper moneda a Hongria, el terme pengő forint s'utilitzava per referir-se a les monedes de forint, amb el significat figurat de 'forint de plata' o 'moneda dura'.
A l'inici de la Primera Guerra Mundial, les monedes de metalls preciosos van ser retirades de la circulació i, a principis dels anys vint, totes les monedes van desaparèixer a causa de la forta inflació de la corona hongaresa. El nom pengő probablement va ser escollit per suggerir estabilitat. Tanmateix, hi va haver certa controvèrsia a l'hora d'escollir el nom de la nova moneda, tot i que la majoria va estar d'acord que s'hauria d'escollir un nom hongarès. Les propostes incloïen turul (un ocell de la mitologia hongaresa), turán (del nom geogràfic i del terme ideològic Turan), libertás (el nom col·loquial de poltura monedes emeses per Francis II Rákóczi), i márias (el nom col·loquial de les monedes que representen Maria, patrona d'Hongria).
La denominació dels bitllets s'indicava en les llengües de les ètnies que vivien al territori d'Hongria. El nom de la moneda es va traduir de la següent manera: Pengö (pl. Pengö) en alemany, pengő (pl. pengi) en eslovac, пенгов (pl. пенгова) en escriptura ciríl·lica serbocroat, пенгыв (pl. пенгывов, més tard пенге) en rutè i pengő (pl. ' 'pengei, més tard penghei) en romanès. Més tard també es va afegir pengov (pl. pengova), la versió serbocroata en escriptura llatina.
El símbol del pengő era una P majúscula col·locada després dels números i es dividia en 100 fillér (símbol: f.). 

## Història
El pengő estava dividit en 100 fillér, subdivisió que es va conservar per al recentment creat fòrint.
Després de la Primera Guerra Mundial, la corona austrohongaresa (krone) va sofrir una alta taxa d'inflació. A Hongria es va introduir una nova moneda, el pengő, valorada en 12.500 corones; un quilogram d'or equivalia a 3.800 pengő. Tot i això, a diferència del cas de la corona austrohongaresa, mai es va encunyar cap pengő d'or.
El pengő va perdre el seu valor després de la Segona Guerra Mundial, en què va sofrir la taxa més alta d'inflació de tots els temps. El pengő va ser revaluat, però això no va aturar l'espiral d'inflació i els preus continuaven fora de control. Cada vegada s'introduïen denominacions més altes en els bitllets emesos, fins que es va arribar a un màxim de mil trilions (1021) de pengő (vegeu imatge), que va ser impresa però mai emesa. La denominació més alta en ús va ser de cent trilions (1020) de pengő (vegeu imatge).
L'economia hongaresa solament va poder estabilitzar-se amb la introducció d'una nova moneda, i així l'1 d'agost del 1946 es va introduir el florí o fòrint, a raó de 400.000 quatrilions (4×1029) de pengő per fòrint.